# ژان-فرانسوا ون بوکسمیر
ژان-فرانسوا ون بوکسمیر، (به انگلیسی: Jean-François van Boxmeer) (زاده ۱۲ سپتامبر ۱۹۶۱) کارآفرین، بازرگان و مدیر ارشد اجرایی بلژیکی است، که در حال حاضر به‌عنوان مدیر عامل اجرایی و رئیس هیئت مدیره شرکت هینیکن فعالیت می‌نماید. وی همچنین از اعضای هیئت مدیره شرکت آمریکایی موندلیز می‌باشد.